# 花園新城槍擊案
花园新城枪击案是指45岁的何姓男子在台湾新北市新店花園新城的自家门前被身份不明的枪手射杀的刑事案件。案发後，枪手数度变装弃车并立即潜逃至福建省厦门市，全程不到6小时。直到国台办宣布遣返犯罪嫌疑人，刑事局便派员押解枪手回台继续侦办。
2022年4月6日，檢察官將共犯3人全以殺人罪起訴，主謀張景欽被求處死刑。然而，幕後主使者許杜群早在案發前出境杜拜。專案小組雖然聲稱將請外國追查，也就是緝捕行動徹底陷入停擺。而槍擊案發生至今超過136天，該案因經歷3個月未偵破成為冷案。

## 案發經過
2021年11月22日上午约8时10分，45岁经营咖啡豆生意的何某在新北市新店区花园新城社区前接送儿子返家後，一名戴着红蓝色帽Τ的枪手上前连开4枪，2枪击中何某的後颈，枪手便开车离去。
社区附近的邻居听到枪声外出查看，见到何某倒卧在地之後，急救员赶赴现场时何男呈现无生命迹象，送医急救後何男在9时29分宣告死亡。
台湾警方获报成立专案小组展开调查，发现枪手早已在上午6时左右埋伏待命，枪手等於在现场等待2个小时，等到何男返家时抓准时间在门口开枪。台湾警方锁定作案的银色轿车，查看监控录像的车牌发现该车离开新店。警方深入追查以为死者有制药背景与毒品前科，因为何男曾在6年前与胞兄一同经营进口健康食品，何男上网查询毒品前驱物原料，并使用淘宝网购买原料加工制作毒品，兄弟俩从中贩售谋取利益。2015年4月30日，专案小组前往搜出海量毒品的成品及半成品，并以毒品危害防治条例、药事法将两人移送法办。何某妻子向警方表示，毒品案暂缓起诉後丈夫没有与人结怨，作案动机有待厘清。
警方从现场找到4枚弹壳、3枚弹头，经过弹道比对指向枪手可能持用制式手枪作案，并发现银色轿车的型号是丰田ALTIS，因此迅速查出作案车辆的车主是女性，女车主供称那是典当车，这让警方研判作案者刻意使用典当车来制造追踪断点。此外，枪手先开车至IKEA的地下停车场，而且还到龙山寺变装并将装有衣物的黑色手提包意图分给游民遭拒，随後改搭出租车逃往机场。

## 槍手脫逃
23日上午，新北市警察局召开记者会说明枪击案，在动员上百名警力四处搜查後，这才确认犯罪嫌疑人是34岁的高雄男子黃泳群。黄姓男子在枪击後多次制造断点，先於IKEA卖场弃车後变装，再搭出租车到台北市万华区捷运龙山寺站进行第2次变装，再转搭出租车到桃园国际机场潜逃出境，制式手枪在机场的联外道路水沟已经被找到，留有剩余子弹1发，警方确认这是阿根廷制造的警用手枪。一名记者询问是否为职业杀手所为，警方发言人支吾其词，只表示持续追查。
由於案件缺乏有效进展，作案手法利落，设置断点的反侦查手段让台湾媒体开始以「专业代行者」描述枪手。
媒体猜测，黃泳群是一名绰号叫「勇仔」的地方混混，有枪械、诈欺和过失伤害等前科。然而，黄某始终单身也无固定住所，户籍设置在某公所是当地的幽灵人口。警方不排除抢手遭特定人物吸收来买凶杀人，再策动逃亡中国大陆。黄某已在当日下午2时4分搭乘厦门航空离境，从作案到离境全程仅5个半小时。
当日下午刑事局按照两岸共同打击犯罪机制，发函要求中华人民共和国公安部港澳台办拘提犯罪嫌疑人回台。公安部没有回应台方的请求。
据闻枪手在厦门湖里区的一处酒店进行入境隔离。然而，黄男是否在酒店或是否遣返，都无法证实。

## 遣返
2021年12月7日，国台办在例行记者会表示，根据《两岸共打协议》，厦门市公安机关决定将黄姓嫌犯遣返回台。
12月8日，刑事局派出3名警员从厦门押送黄嫌，预计在晚间6时33分抵达松山机场，并移交新北市警察局继续侦办。因COVID-19疫情，押送警员全程配戴口罩，移送新北警局後检察官将以视讯模式侦讯。然而，黄男在飞机落地後因未服用药物致使癫痫突然发作，在多名持枪警察的护送下还被一名记者拍下照片。警方将其立即送往台北仁爱医院治疗。10日凌晨，台北地检署以视讯复讯後，将黄某以杀人重罪，且有逃亡事实，怀疑另有其他共犯等罪名提请羈押。

## 後續調查

### 龜速追兇
2021年12月23日，警方继续调查发现张姓男子，并在当日将其拘捕到案。台北地检署深夜召开羁押庭审问，并怀疑张姓男子涉案共谋。24日清晨，警方以张男违反枪械弹药管制条例，且有逃亡串证为由，裁定收押禁见，相关报道在东森、中国时报等多家媒体已被删除。
媒体猜测，黄男拒绝提供枪枝来源，甚至面对警方讯问时不表示任何意见。这可能是幕後的主使者早已稳住枪手的心理素质，犯罪集团恐已灭证。
2022年2月22日，自张男逮捕後，专案小组同步追查金流发现枪手的家人被提供安家费，陳憲民充当输送金钱的接应者。检警南下逮捕陈男，经过台北地检署复讯裁定60万交保，但因陈男付不出费用，台北地院便收押禁见。
警方得出一条无关紧要的侦查方向。出资者以600万元的费用买凶，经由陳憲民接应，南下吸收黄泳群担任职业杀手，从高雄驾车北上枪杀何明勳，任务完成後再由张男灭证。不过任务执行过程，陈男私自拿走400万元，以致枪手家人只收到200万的安家费。

### 藏鏡人
警方大动作南下搜查並逮獲陳嫌。陳男在偵訊初期極為不配合，行使拒答或說不知道。專案小組陷入被動，對於相關案情掌握難以摸索大概，更問不出行兇動機。
案件陷入膠著以後，警方採取粗糙的辦案方式偵辦，最終得出結論。何明勳與黑幫份子有製毒技術的人員交流經驗，天道盟華山會懷疑何姓咖啡商走漏存放高級毒品的秘密地點，導致組織蒙受損失。許杜群決定出資600萬買兇，協同至尊盟尊和會會長張景欽挑選槍手。許男運籌帷幄制定縝密的謀殺計畫，以金錢和組織勢力指使黃泳群，更在2021年10月20日出境杜拜，使用手機在海外隔空指揮。陳憲民為其效力，同時製造多次斷點，張景欽留在當地協調。許杜群還給槍手一支iPhone SE手機運行衛星電話規避追蹤。
黃泳群在10月接獲指令，並且受到張景欽指導先在屏東試槍，後因恐嚇堂哥被警察提前找上，而其中一把槍被高雄鼓山分局沒收。張男立刻提供新槍，黃男實地勘查後確定時間點執行任務。

## 起訴
台北地檢署的檢察官指出，何姓被害人在光天化日之下遭到槍殺。張景欽的行徑天理難容，在殺人計畫途中還發生槍枝被扣的轉折，仍然未動搖並決意殺人，顯示惡行重大。許杜群的謀殺計畫縝密，更以手機在遠方遙控，讓張景欽在國內主導槍擊案，目無法紀，張男事後掩飾狡辯，毫無悔意。與許杜群行為不可饒恕，請求判處最嚴厲的死刑。起訴書中用盡情緒字眼：「況此項殺人計畫中途尚發生槍枝被查扣之波折，渠等殺人之決意絲毫未被動搖，更顯渠等惡性之重大」。
2022年4月6日，台北地檢署將黃泳群、張景欽、陳憲民以殺人罪起訴，並請法官判處張景欽死刑。另因許杜群早已出境，由檢方發布通緝。庭審一結束，法警便將共犯3人全數押送囚車。

## 冷案
幕後主使者是天道盟華山會的成員。許杜群已經預料警方的動作，便在案發前離境從中東杜拜轉機，讓警方調查無功而返。專案小組聲稱將透過司法互助請外國追查。而有媒體評論檢方只會忙著起訴，關鍵主謀繼續逍遙法外，成了永遠少一塊的關鍵拼圖。因此槍擊案自事發經歷136天，未能偵破而成為冷案。

## 外部連結
- 台灣啟示錄：咖啡商送完孩子上學！家門遭行刑槍決 槍手火速搭機離台！犯案計畫百密一疏？ （页面存档备份，存于）